# Carlijn Jans
Carlijn Jans (* 24. Juli 1987 in Breda) ist eine niederländische Volleyballspielerin.

## Karriere
Carlijn Jans spielte in ihrer Heimat Volleyball seit 2004 für Sliedrecht Sport und ein Jahr später für Martinus Amstelveen, mit dem sie zweimal Niederländischer Meister sowie einmal Pokalsieger wurde. Nach einem Jahr beim italienischen Chieri Volley Club kehrte sie 2008 zurück in die Niederlande zu AMVJ Amstelveen. 2009/10 spielte die Mittelblockerin beim deutschen Bundesligisten Schweriner SC und belegte in den Ranglisten des deutschen Volleyballs den ersten Platz in der Kategorie Block. Wegen einer Schwangerschaft kehrte sie 2010 zurück in die Niederlande. Nach der Geburt ihres Sohnes setzte sie bei Alterno Apeldoorn ihre Volleyballkarriere fort.
Carlijn Jans hatte 48 Einsätze in der niederländischen Nationalmannschaft.